# Drymaplaneta communis
Drymaplaneta communis es una especie de cucaracha del género Drymaplaneta, familia Blattidae, orden Blattodea.

## Distribución
Se distribuye por Australia: Australia Occidental y Meridional.

## Taxonomía
Fue descrita por Tepper en 1893 y publicada en Tepper. 1893. The Blattariae of Australia and Polynesia. Trans. R. Soc. S. Austral. 17:25-126.